# Giải Hans Fallada
Giải Hans Fallada (tiếng Đức: Hans-Fallada-Preis) là một giải thưởng văn học của thành phố  Neumünster thuộc bang Schleswig-Holstein (Đức).
Giải này được thiết lập năm 1981, được đặt theo tên Hans Fallada, một nhà văn Đức nổi tiếng trong thế kỷ 20, và dành cho các tác giả trẻ viết tiếng Đức có tác phẩm được đánh giá là xuất sắc.
Giải Hans Fallada được trao lần đầu vào năm 1981, nhân kỷ niệm 50 năm ngày phát hành quyển A small Circus (Bauern, Bonzen und Bomben) của Fallada, và thông thường được trao mỗi 2 năm.
Khoản tiền thưởng của giải là 10.000 euro.  Trường hợp có hai người đoạt giải thì tiền thưởng được chia đôi.

## Những người đoạt giải
- 1981: Erich Loest
- 1983: Ludwig Fels
- 1985: Sten Nadolny
- 1988: Ralph Giordano
- 1990: Jurek Becker
- 1993: Helga Schubert
- 1996: Günter Grass
- 1998: Bernhard Schlink
- 2000: Thomas Brussig
- 2002: Birgit Vanderbeke
- 2004: Wilhelm Genazino
- 2006: Iris Hanika
- 2008: Ralf Rothmann
- 2010: Lukas Bärfuss[4]
- 2012: Wolfgang Herrndorf
- 2014: Jenny Erpenbeck